# Zacamolpa
Zacamolpa är en ort i Mexiko.   Den ligger i kommunen Cuaxomulco och delstaten Tlaxcala, i den sydöstra delen av landet, 110 km öster om huvudstaden Mexico City. Zacamolpa ligger 2 564 meter över havet och antalet invånare är 295.
Terrängen runt Zacamolpa är kuperad söderut, men norrut är den platt. Runt Zacamolpa är det ganska tätbefolkat, med 230 invånare per kvadratkilometer. Närmaste större samhälle är Tlaxcala de Xicohtencatl, 14,4 km väster om Zacamolpa. I omgivningarna runt Zacamolpa växer i huvudsak blandskog.